# Edvige Ulfeldt
Edvige di Schleswig-Holstein (Haderslevhus, 15 luglio 1626 – Christianstad, 5 ottobre 1678) è stata una contessa danese.

## Biografia
Era figlia di Cristiano IV di Danimarca, re di Danimarca e Norvegia, e della seconda moglie Kirsten Munk.
Il matrimonio dei suoi genitori avvenne morganaticamente pertanto sia lei che i nove fratelli non poterono vantare il titolo di principi ma portarono solo quello di "conti di Schleswig-Holstein".
Fu sorella gemella di Cristiana.
Venne data in moglie al nobile Ebbe Ulfeldt che sposò a Copenaghen nel Palazzo Reale nel 1642. 
Nel 1652 suo marito perse la sua carica politica a Bornholm e la coppia lasciò l'isola per raggiungere la corte svedese.
Il matrimonio fu infelice a causa del temperamento violento di Ebbe: Edvige decise pertanto di lasciare il marito nel 1655 per raggiungere in Pomeriana la sorella Leonora Cristina.
I debiti contratti da suo marito, da cui non era formalmente divorziata, la portarono a vivere in uno stato di povertà da cui si riebbe nel 1664.
Visitò la sorella Leonore durante la sua lunga prigionia aiutandola inoltre nella stesura dei suoi racconti.

## Ascendenza
|                              |   |                                   | Genitori                           |  |  | Nonni |  |  | Bisnonni                   |  |  | Trisnonni               |  |
|                              |   |                                   |                                    |  |  |       |  |  | Cristiano III di Danimarca |  |  | Federico I di Danimarca |  |
|                              |   |                                   |                                    |  |  |       |  |  | Cristiano III di Danimarca |  |  | Federico I di Danimarca |  |
|                              |   | Anna del Brandeburgo              |                                    |  |  |       |  |  | Cristiano III di Danimarca |  |  |                         |  |
| Federico II di Danimarca     |   |                                   |                                    |  |  |       |  |  | Cristiano III di Danimarca |  |  |                         |  |
|                              |   | Dorotea di Sassonia-Lauenburg     | Magnus I di Sassonia-Lauenburg     |  |  |       |  |  |                            |  |  |                         |  |
|                              |   | Dorotea di Sassonia-Lauenburg     | Magnus I di Sassonia-Lauenburg     |  |  |       |  |  |                            |  |  |                         |  |
|                              |   | Dorotea di Sassonia-Lauenburg     | Caterina di Braunschweig-Lüneburg  |  |  |       |  |  |                            |  |  |                         |  |
| Cristiano IV di Danimarca    |   | Dorotea di Sassonia-Lauenburg     |                                    |  |  |       |  |  |                            |  |  |                         |  |
|                              |   | Ulrico III di Meclemburgo-Güstrow | Alberto VII di Meclemburgo-Güstrow |  |  |       |  |  |                            |  |  |                         |  |
|                              |   | Ulrico III di Meclemburgo-Güstrow | Alberto VII di Meclemburgo-Güstrow |  |  |       |  |  |                            |  |  |                         |  |
|                              |   | Ulrico III di Meclemburgo-Güstrow | Anna di Brandeburgo                |  |  |       |  |  |                            |  |  |                         |  |
| Sofia di Meclemburgo-Güstrow |   | Ulrico III di Meclemburgo-Güstrow |                                    |  |  |       |  |  |                            |  |  |                         |  |
|                              |   | Elisabetta di Danimarca           | Federico I di Danimarca            |  |  |       |  |  |                            |  |  |                         |  |
|                              |   | Elisabetta di Danimarca           | Federico I di Danimarca            |  |  |       |  |  |                            |  |  |                         |  |
|                              |   | Elisabetta di Danimarca           | Sofia di Pomerania                 |  |  |       |  |  |                            |  |  |                         |  |
| Edvige di Schleswig-Holstein |   | Elisabetta di Danimarca           |                                    |  |  |       |  |  |                            |  |  |                         |  |
|                              | … | …                                 |                                    |  |  |       |  |  |                            |  |  |                         |  |
|                              | … | …                                 |                                    |  |  |       |  |  |                            |  |  |                         |  |
|                              | … | …                                 |                                    |  |  |       |  |  |                            |  |  |                         |  |
| Ludwig Munk                  | … |                                   |                                    |  |  |       |  |  |                            |  |  |                         |  |
|                              |   | …                                 | …                                  |  |  |       |  |  |                            |  |  |                         |  |
|                              |   | …                                 | …                                  |  |  |       |  |  |                            |  |  |                         |  |
|                              |   | …                                 | …                                  |  |  |       |  |  |                            |  |  |                         |  |
| Kirsten Munk                 |   | …                                 |                                    |  |  |       |  |  |                            |  |  |                         |  |
|                              |   | …                                 | …                                  |  |  |       |  |  |                            |  |  |                         |  |
|                              |   | …                                 | …                                  |  |  |       |  |  |                            |  |  |                         |  |
|                              |   | …                                 | …                                  |  |  |       |  |  |                            |  |  |                         |  |
| Ellen Marsvin                |   | …                                 |                                    |  |  |       |  |  |                            |  |  |                         |  |
|                              |   | …                                 | …                                  |  |  |       |  |  |                            |  |  |                         |  |
|                              |   | …                                 | …                                  |  |  |       |  |  |                            |  |  |                         |  |
|                              |   | …                                 | …                                  |  |  |       |  |  |                            |  |  |                         |  |
|                              |   | …                                 |                                    |  |  |       |  |  |                            |  |  |                         |  |